# 장진범
장진범(張鎭凡, 1959년 1월 2일 ~ )은 전 KBO 리그 해태 타이거즈의 선수이며 입단 첫 해부터 18번을 달았지만  다음 해 입단한 선동열에게 넘겨준 뒤 9번으로 교체했는데 선동열은 고교(광주일고) 대학(고려대) 시절 11번을 단 터라 11번을 원했으나 선배 김성한이 달고 있어서 18번을 차선책으로 택했지만 본인(장진범) 등번호라 무산될 뻔 했으나 김응룡 감독의 설득을 통해 선동열에게 18번을 넘겨준 뒤  9번으로 교체했다. 선수 은퇴 후 KBO 심판위원으로 활동하였다.

## 출신 학교
- 서림초등학교
- 숭의중학교
- 광주진흥고등학교
- 영남대학교

1. ↑  홍윤표 (2006년 12월 4일). “[홍윤표의 휘뚜루 마뚜루]등번호가 뭐길래 ①선동렬이 18번을 달게 된 사연”. OSEN. 2020년 8월 2일에 확인함.
2. ↑  홍윤표 (2006년 12월 4일). “[홍윤표의 휘뚜루 마뚜루]등번호가 뭐길래 ①선동렬이 18번을 달게 된 사연”. OSEN. 2020년 8월 2일에 확인함.